# Vieste
Vieste es una localidad y comune italiana de la provincia de Foggia, región de Apulia, con 13.827 habitantes.

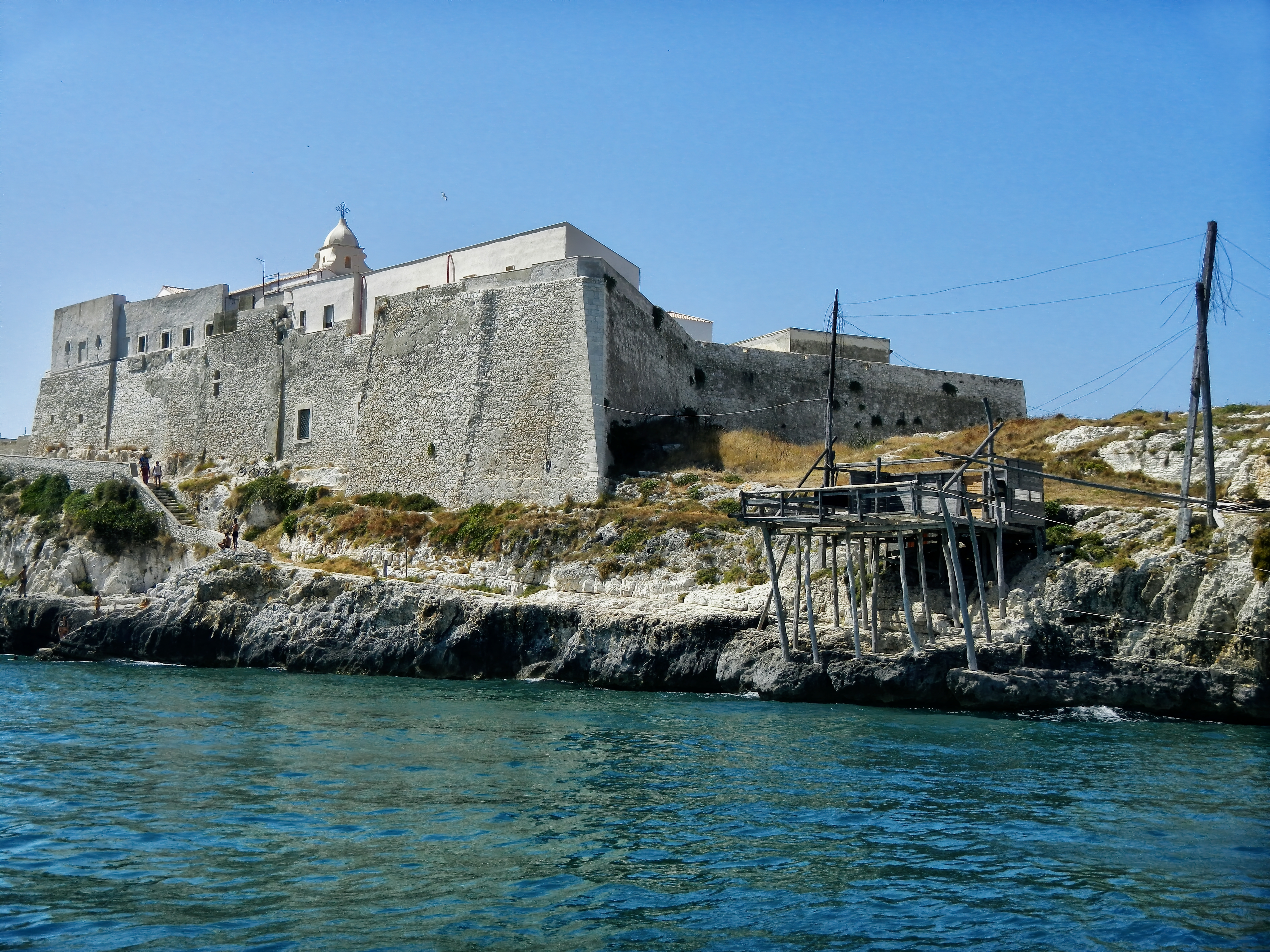
Muralla de Vieste en la Punta de San Francesco

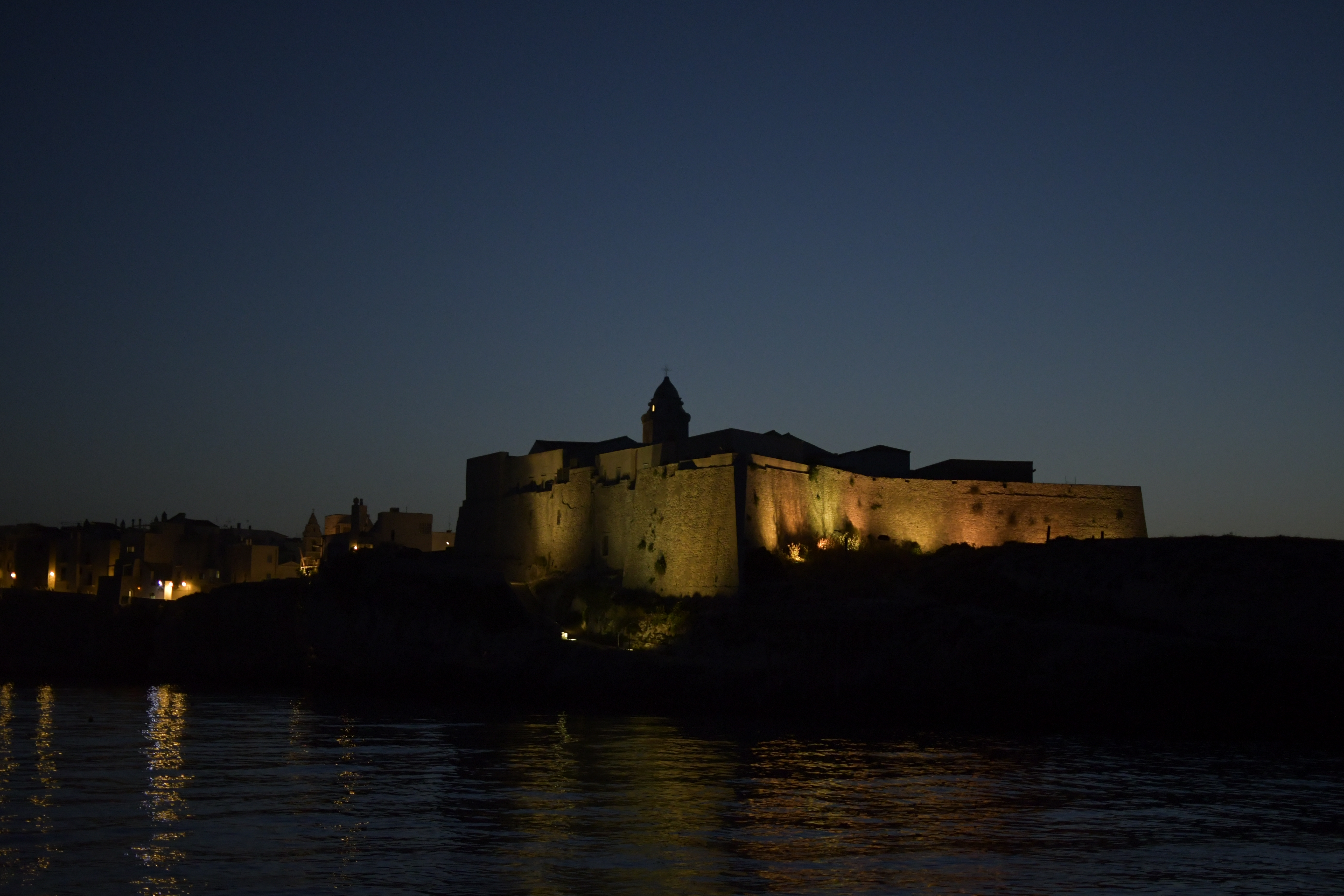
Muralla de Vieste en la Punta de San Francesco en la noche

## Evolución demográfica
| Gráfica de evolución demográfica de Vieste entre 1861 y 2001 |
|                                                              |
| Fuente ISTAT - elaboración gráfica de Wikipedia              |

## Personajes famosos
- Francesco de Nittis, obispo y diplomático.